# Nick Park
Nick Park, właściwie Nicholas Wulstan Park (ur. 6 grudnia 1958 w Preston w hrabstwie Lancashire) – brytyjski twórca animowanych filmów plastelinowych i lalkowych. Najbardziej znany jest jako twórca filmów z postaciami Wallace’a i Gromita oraz serii Baranek Shaun.

## Życiorys
Studiował w Commnication Arts at Sheffield Polytechnic (teraz Sheffield Hallam University) i w National Film and Television School, gdzie zrealizował swój pierwszy film z Wallace i Gromitem, Podróż na Księżyc.
W 1985 rozpoczął współpracę z firmą Aardman Animations w Bristolu, gdzie zrealizował Podróż na Księżyc i Zwierzo-zwierzenia (Creature Comforts). Oba filmy zostały nominowane do brytyjskiej nagrody BAFTA, a za Zwierzo-zwierzenia otrzymał swojego pierwszego Oscara.
Dwa krótkie filmy z Wallace i Gromitem, Wallace i Gromit: Wściekłe gacie (The Wrong Trousers) (1992) i „Wallace i Gromit: Golenie owiec” (A Close Shave) (1995), także otrzymały Oscara. W 2000 roku Park zrealizował przy współpracy Petera Lorda pełnometrażowy, kinowy film lalkowy Uciekające kurczaki (Chicken Run).
Kolejny film Wallace i Gromit: Klątwa królika (Wallace & Gromit: The Curse of the Were-Rabbit) (2005) dostał Oscara w kategorii pełnometrażowego filmu animowanego.
W wytwórni Aardman Animations przygotowuje dalsze filmy z przygodami Wallace’a i Gromita oraz nowa serię „Zwierzo-zwierzeń”, dla brytyjskiej telewizji. Prócz tego Nick Park współtworzy serial Baranek Shaun (Shaun the Sheep).